# QazCovid-in
QazCovid-in, coneguda comercialment com QazVac, és una vacuna contra la COVID-19 desenvolupada per l'Institut de Recerca en Problemes de Seguretat Biològica del Kazakhstan.

## Investigació clínica
Actualment es troba en assaig clínic fase III i s'espera que l'assaig estigui completat el 9 de juliol.

## Autoritzacions
Autorització plena
     Autorització d'emergència
     Permesa per viatges
Emergència (2)
1. Kazakhstan[6]

## Administració
En 2 dosis separades per 3 setmanes.